# أم عجاج
أم عجاج هي قرية فلسطينية تقع القرية في منطقة الأغوار الفلسطينية، شمال مدينة أريحا في الضفة الغربية، وتتبع إداريًا لمجلس محلي الجفتلك. تُعد المنطقة التي يسكنها عدد من العائلات ذات أهمية زراعية حيث يعتمد السكان على تربية المواشي والزراعة كمصادر رئيسية للدخل. 

## الأحداث والانتهاكات الإسرائيلية
في مايو/أيار 2014، تعرضت أم عجاج لعملية هدم نفذتها الجرافات الإسرائيلية، حيث تم تدمير حوالي 20 منشأة تُستخدم للسكن وتربية المواشي. وقد أدى ذلك إلى تهجير العديد من العائلات التي تقطن المنطقة منذ السبعينات. وأكدت مصادر محلية أن الأراضي التي استُهدفت هي ملكيات خاصة للسكان.
أدان صائب عريقات، كبير المفاوضين الفلسطينيين آنذاك، عمليات الهدم، واصفًا إياها بأنها "حملة تطهير عرقي" تهدف إلى تفريغ المنطقة من سكانها الفلسطينيين لصالح التوسع الاستيطاني الإسرائيلي.

## الواقع الاقتصادي والاجتماعي
يعتمد سكان أم عجاج بشكل رئيسي على تربية الماشية والزراعة في ظل ظروف صعبة، حيث تفرض القيود الإسرائيلية تحديات كبيرة على السكان، من بينها الحد من حرية التنقل، وعدم السماح لهم بتطوير بنيتهم التحتية، إضافة إلى مصادرة الأراضي لصالح المستوطنات القريبة.
تعاني القرية، كما العديد من المناطق في الأغوار الفلسطينية، من تضييقات إسرائيلية مستمرة تهدف إلى إفراغ المنطقة من سكانها، وتشمل هذه التضييقات هدم المنازل والمنشآت الزراعية، وفرض قيود على الوصول إلى الموارد الطبيعية مثل المياه والمراعي، مما يزيد من صعوبة الحياة اليومية للسكان.